# رقابت‌های مقدماتی ریاست جمهوری حزب جمهوری‌خواه (۲۰۱۶)
انتخابات‌های مقدماتی و رایزنش‌های ریاست جمهوری حزب جمهوریخواه در سال ۲۰۱۶ رشته رقابت‌هایی هستند که در همهٔ ۵۰ ایالت آمریکا، واشینگتن، دی.سی., و پنج قلمروی ایالات متحده در جریانند و بین ۱ فوریه تا ۷ ژوئن برگزار می‌شوند. این انتخابات‌ها که مورد تأیید حزب جمهوری‌خواه (ایالات متحده آمریکا) هستند، به منظور برگزیدن ۲٬۴۷۲ نماینده برای اعزام به کنوانسیون ملی جمهوریخواه، که نامزد حزب جمهوریخواه را برای رئیس‌جمهور ایالات متحده آمریکا  انتخاب و پلتفرم حزبی را تأیید خواهد کرد برگزار می‌شوند. نامزد جمهوریخواه با دیگر نامزدها در انتخابات سرتاسری به منظور جانشینی باراک اوباما در ژانویه ۲۰۱۷ پس از دو دوره تصدی وی به رقابت پرداختند.
در مجموع ۱۷ نامزد از ۲۳ مارس ۲۰۱۵ وارد رقابت شدند. مجلس سنای ایالات متحده آمریکا تد کروز از تگزاس نخستین نامزدی بود که نامزدی خود را رسماً در دانشگاه لیبرتی اعلام کرد: جب بوش فرماندار سابق، بن کارسون جراح از مریلند، کریس کریستی فرماندار نیوجرسی، کارلی فیورینا تاجر زن اهل ویرجینیا، جیم گیلمور فرماندار سابق ویرجینیا، سناتور لیندسی گراهام از کارولینای جنوبی، مایک هاکبی فرماندار سابق آرکانزاس، بابی جیندال فرماندار وقت لوییزیانا، جان کیسیکفرماندار اهایو، جرج پتکی فرماندار سابق نیویورک، سناتور رند پال از کنتاکی، ریک پری فرماندار سابق، سناتور مارکو روبیو از فلوریدا، ریک سنتوروم سناتور سابق پنسیلوانیا، دونالد ترامپ تاجر و مجری تلویزیون از نیویورک،و اسکات واکر فرماندار ویسکانسین. مجموع ۱۷ نامزد اصلی این رقابت را به بزرگترین رقابت یکی از احزاب اصلی در تاریخ آمریکا بدل کرد.
پری، واکر، جیندال، گراهام و پتکی پیش از رایزنش آیووا در ۱ فوریه به دلیل محبوبیت پایین در نظرسنجی‌ها کنار کشیدند. ترامپ که در نظرسنجی‌های بسیاری منتهی به رایزنش‌های آیووا جلو بود، پس از کروز دوم شد. متعاقباً هاکبی، پال و سنتوروم به دلیل عملکرد ضعیف در جذب رای کنار کشیدند. پس از پیروزی قابل توجه ترامپ در انتخابات مقدماتی نیوهمشپر، کریستی، فیورینا و گیلمور کنار کشیدند. پس از پایان انتخابات مقدماتی کارولینای جنوبی و دومین پیروزی ترامپ، بوش کنار کشید. در ۱مارس در سه شنبه بزرک، ترامپ هفت و کروز سه ایالت از ۱۱ ایالت را بردند و روبیو نخستین رقابت خود را در مینه سوتا برنده شد. کارسون در چهار مارس کناره گیری کرد. در ۱۵ مارس ۲۰۱۶ سناتور مارکو روبیو پس از شکست در ایالت خود کناره گیری کرد.
تا میانهٔ مارس، سه نامزد اصلی، کیسیک، ترامپ و کروز در رقابت‌ها حضور داشتند اما در نهایت ترامپ توانست برنده این رقابت باشد و دست آخر ریس جمهور شد.

## نامزدها و نتایج
| دونالد ترامپ |  | رئیس هیئت مدیره سازمان ترامپ (۱۹۷۱–تا کنون)                          | (کمپین • مواضع)                                                              | ۶۹۳ از ۱٬۲۳۷(56.02%) | ۷٬۵۴۱٬۴۶۴ (37.04%) | ۲۰ AL, AR, FL, GA, HI, IL, KY, LA, MA, MI, MO, MP, MS, NC, NV, NH, SC, TN, VA, VT |
| تد کروز |  | سناتور ایالات متحده از تگزاس (۲۰۱۳–تا کنون)                          | (Campaign • مواضع)                                                           | ۴۲۲ از ۱٬۲۳۷(34.11%) | ۵٬۴۷۹٬۹۸۹ (26.92%) | ۸ AK, ID, IA, KS, ME, OK, TX, WY                                                  |
| جان کیسیک |  | 69th فرماندار اهایو (۲۰۱۱–تا کنون)                                   | (Campaign • جان کیسیک)                                                       | ۱۴۴ از ۱٬۲۳۷(11.64%) | ۲٬۷۲۱٬۲۵۴ (13.37%) | ۱ OH                                                                              |
| مارکو روبیو |  | سناتور ایالات متحده از فلوریدا (۲۰۱۱–تا کنون)                        | (Campaign • مواضع) Withdrew: March 15, 2016                                  | ۱۷۲                  | ۳٬۳۹۲٬۱۳۳ (16.66%) | ۳ DC, MN, PR                                                                      |
| بن کارسون |  | رئیس بخش جراحی مغز و اعصاب کودکان بیمارستان جانز هاپکینز (۱۹۸۴–۲۰۱۳) | (Campaign • مواضع) Withdrew: March 4, 2016 (endorsed دونالد ترامپ)           | ۸                    | ۶۷۷٬۱۹۳ (3.33%)    | —                                                                                 |
| جب بوش |  | 43rd فرماندار فلوریدا (۱۹۹۹–۲۰۰۷)                                    | (Campaign • مواضع) Withdrew: February 20, 2016                               | ۴                    | ۲۴۹٬۷۳۳ (1.23%)    | —                                                                                 |
| رند پال |  | سناتور ایالات متحده از کنتاکی (۲۰۱۱–تا کنون)                         | (Campaign • مواضع سیاسی رند پال) Withdrew: February 3, 2016                  | ۱                    | ۵۴٬۱۲۱ (0.27%)     | —                                                                                 |
| کریس کریستی |  | 55th فرماندار نیوجرسی (۲۰۱۰–تا کنون)                                 | (Campaign • کریس کریستی) Withdrew: February 10, 2016 (endorsed دونالد ترامپ) | –                    | ۵۱٬۶۳۴ (0.25%)     | —                                                                                 |
| مایک هاکبی |  | ۴۴مین فرماندار آرکانزاس (۱۹۹۶–۲۰۰۷)                                  | (Campaign • مواضع) Withdrew: February 1, 2016                                | ۱                    | ۴۵٬۹۳۹ (0.23%)     | —                                                                                 |
| کارلی فیورینا |  | CEO of هیولت پاکارد (۱۹۹۹–۲۰۰۵)                                      | (Campaign • کارلی فیورینا) Withdrew: February 10, 2016 (endorsed تد کروز)    | ۱                    | ۳۴٬۰۲۳ (0.17%)     | —                                                                                 |
| ریک سنتوروم |  | سناتور ایالات متحده از پنسیلوانیا (۱۹۹۵–۲۰۰۷)                        | (Campaign) Withdrew: February 3, 2016 (endorsed مارکو روبیو)                 | –                    | ۱۵٬۲۴۱ (0.07%)     | —                                                                                 |
| جیم گیلمور |  | 68th Governor of Virginia (۱۹۹۸–۲۰۰۲)                                | ( Campaign ) Withdrew: February 12, 2016                                     | –                    | ۲٬۶۷۳ (0.01%)      | —                                                                                 |
| نامزدهای کنارکشیده خاکستری شده‌اند. ایالات برجسته نشان دهندهٔ حمایت اکثریت نمایندگان اعزامی آن ایالت از نامزد پیروز است. |  |                                                                      |                                                                              |                      |                    |                                                                                   |

نامزدهای کنارکشیده خاکستری شده‌اند. ایالات برجسته نشان دهندهٔ حمایت اکثریت نمایندگان اعزامی آن ایالت از نامزد پیروز است.

### منصرفین پیش از انتخابات مقدماتی

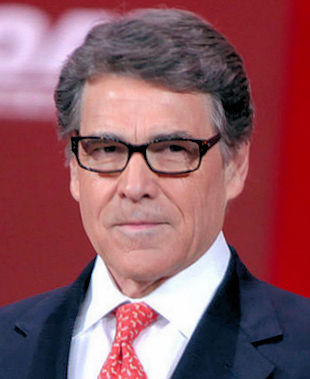
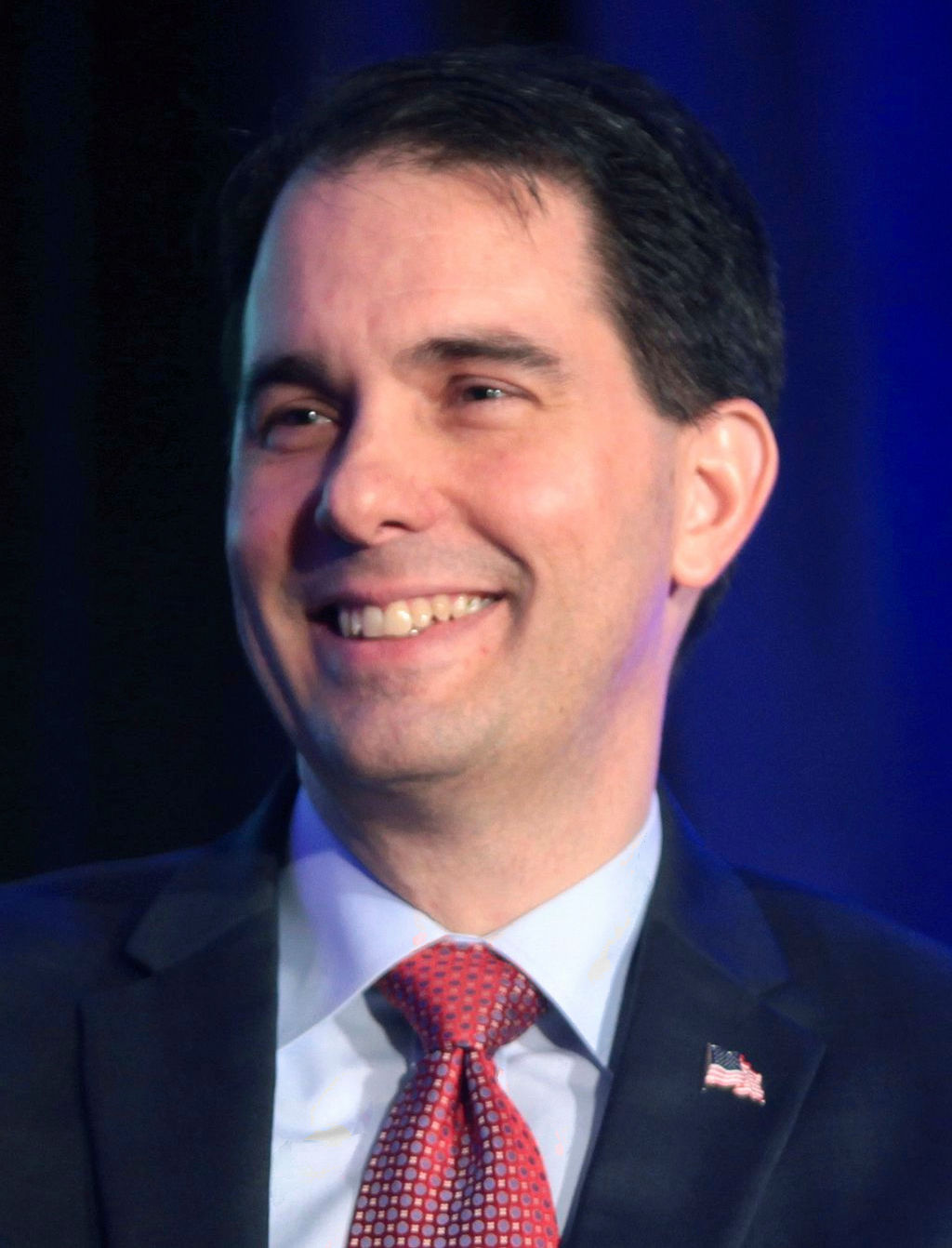
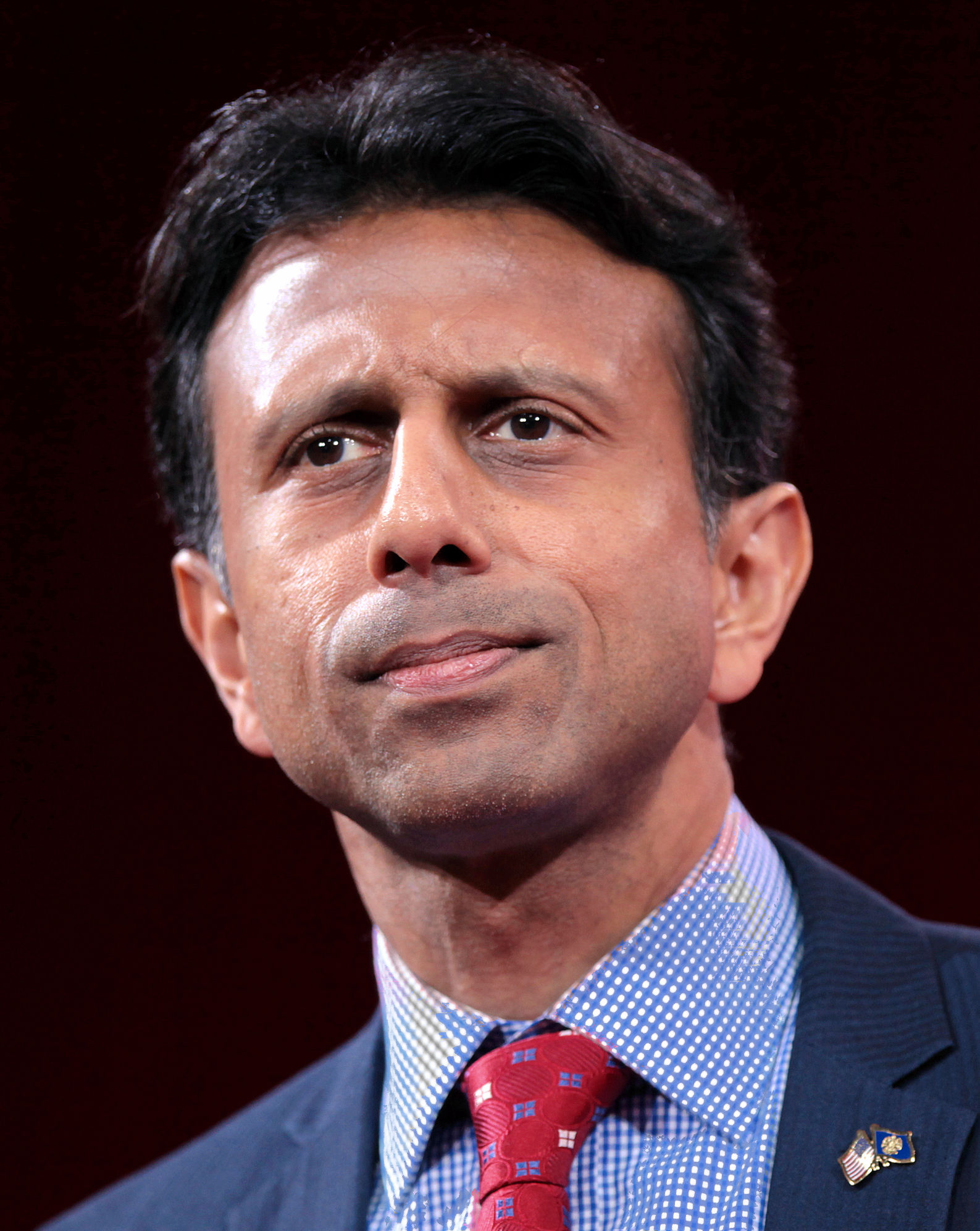
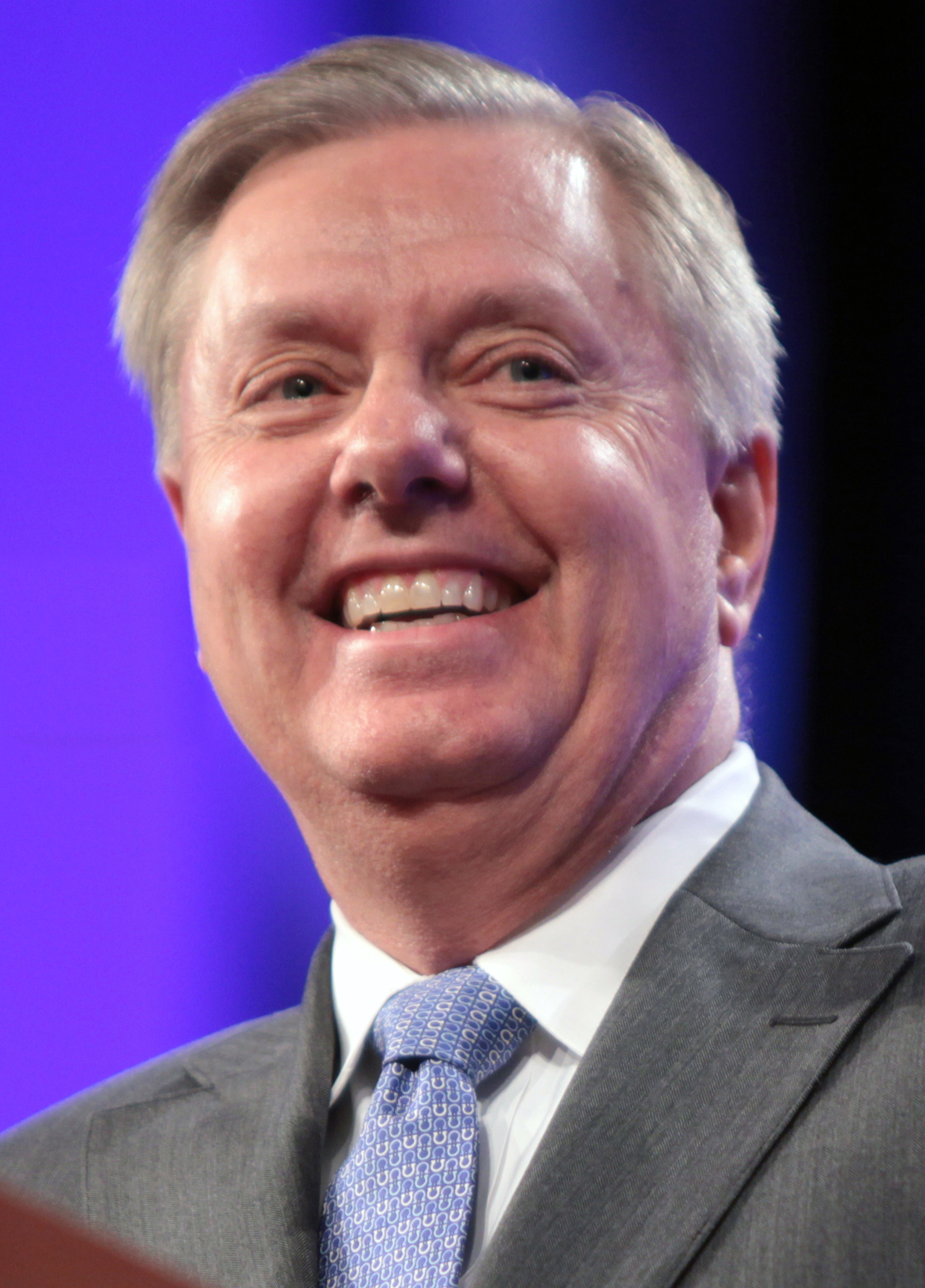
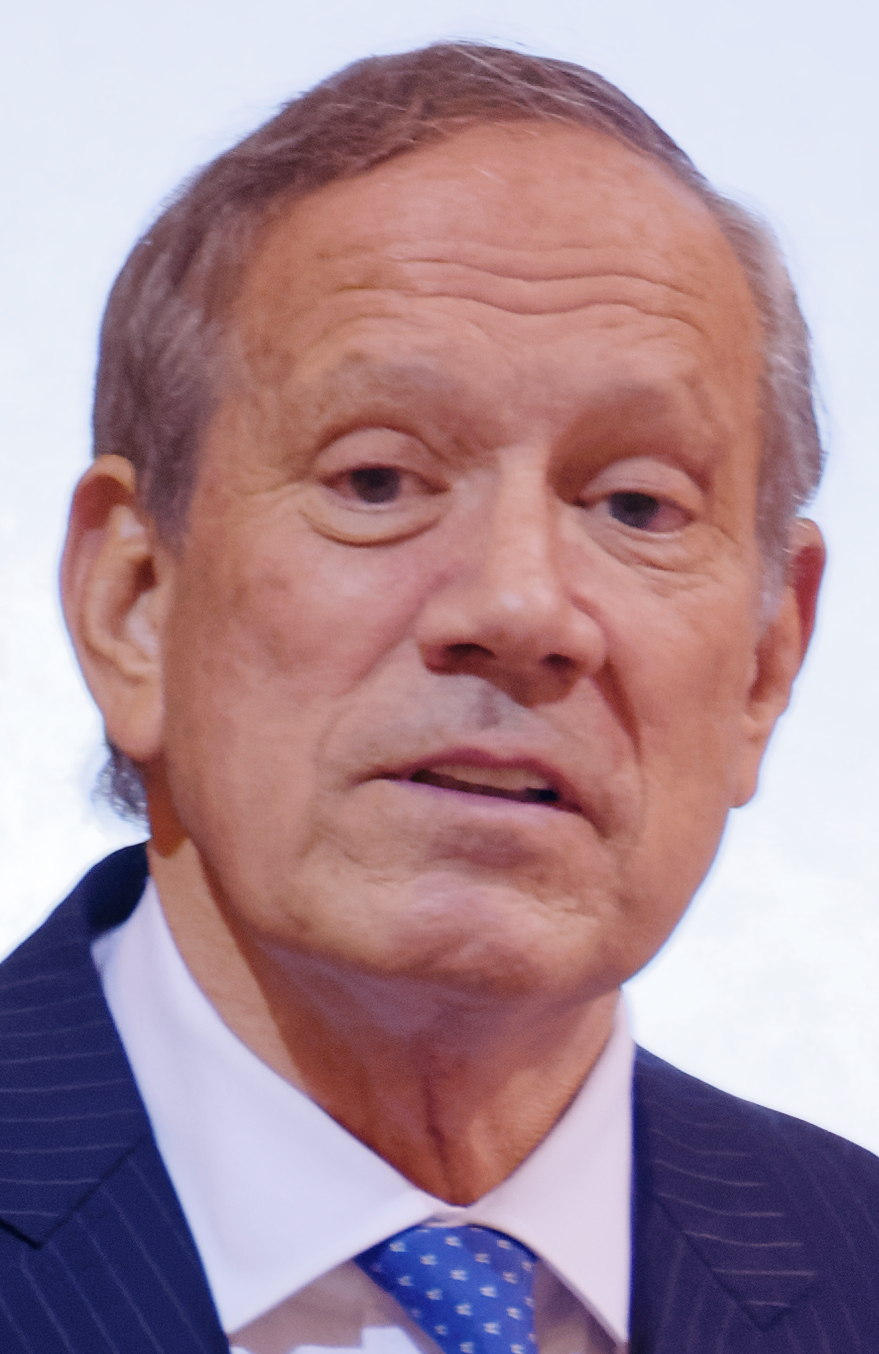

- فرماندار پیشین
ریک پری
of تگزاس
کنار کشید
۱۱ سپتامبر ۲۰۱۵
(از تد کروز حمایت کرد)
- فرماندار
اسکات واکر
of ویسکانسین
کنار کشید
۲۱ سپتامبر ۲۰۱۵
- فرماندار
بابی جیندال
of لوئیزیانا
کنار کشید
۱۷ نوامبر ۲۰۱۵
(از مارکو روبیو حمایت کرد)
- سناتور
لیندسی گراهام
کارولینای جنوبی
کنار کشید
۲۱ دسامبر ۲۰۱۵
(از جب بوش حمایت کرد)
- فرماندار پیشین
George Pataki
of ایالت نیویورک
کنار کشید
December 29, 2015
(از مارکو روبیو حمایت کرد)